# Bäcker György
Bäcker György (Ceglédbercel, 1810. május 6. (keresztelés) – Budapest, 1885. április 23.) iskolaigazgató.

## Élete
Becker János és Foglzinger Apollónia fia. 1826-ban már Gödöllőn működött mint segédtanító. Budán a tanítóképző intézetben nyert oklevéllel Alattyánban, Budakeszin, majd Soroksáron nyert alkalmazást. Pest város szolgálatába 1833-ban lépett és hat évet töltött a lipótvárosi óvóiskolában; innét ment főtanítónak a Ferencvárosba. 1857-ben lett belvárosi iskolaigazgató és ezen hivatalát halála napjáig viselte. 1875-ben kapta meg az arany-érdemkeresztet.

## Munkái
- 12 hangoztatási tábla. Buda. 1847. (Stephani Henrik után.)
- Magyar–német olvasó könyvecske kezdők számára. Stephani Henrik után magyarra alkalmazá. Uo. 1847.